# Stefano Geuna
Stefano Geuna (Torino, 25 settembre 1965) è un medico e docente italiano. È stato rettore dell'Università degli Studi di Torino dal 2019 al 2025.

## Biografia
Consegue la laurea in Medicina e Chirurgia presso l'Università degli Studi di Torino nell'anno accademico 1989/1990 con la votazione di 110/110 con lode e dignità di stampa, discutendo la tesi dal titolo "La sintesi di DNA quale espressione della plasticità neuronale".
Dal 2010 è responsabile dell'Unità Rigenerazione del Sistema Nervoso Periferico presso l'Istituto di Neuroscienze Cavalieri Ottolenghi (NICO).
Dal 2013 al 2019 è stato Presidente del Corso di Laurea Magistrale in Scienze Riabilitative delle Professioni Sanitarie dell’Università di Torino. Sempre presso l’Ateneo torinese, dal 2016 al 2018 è stato Presidente del corso di Laurea in Tecnica della Riabilitazione Psichiatrica.
Dal 2016 è professore ordinario di Anatomia umana presso la facoltà di Medicina e Chirurgia dell'Università di Torino.
Il 31 maggio 2019 viene eletto rettore dell'Università degli Studi di Torino.
È membro del comitato consultivo del think tank torinese T.wai.

## Premi
- 1998, vincitore del Primo Premio del F.E.SU.M. (Federation Europeenes des Services d'Urgence de la Main) per la presentazione al 34° Congress of the French Society for Surgery of the Hand del paper intitolato: "Données experimentales et cliniques sur la régénération du nerf périphérique par greffon veinuex musculaire".
- 2002, vincitore del Premio “Giovanni Angelo Costa” dell’Università di Torino per la pubblicazione di una serie di articoli scientifici nel triennio 1999-2001 che hanno rappresentato un progresso significativo nell’area della anatomia, istologia, fisiologia e anatomia patologica.
- 2012, vincitore del premio per la migliore comunicazione orale allo European Congress of Microsurgery per il paper intitolato “Gene therapy for promoting nerve regeneration after tubulization repair”.